# Välkommen till Göteborg

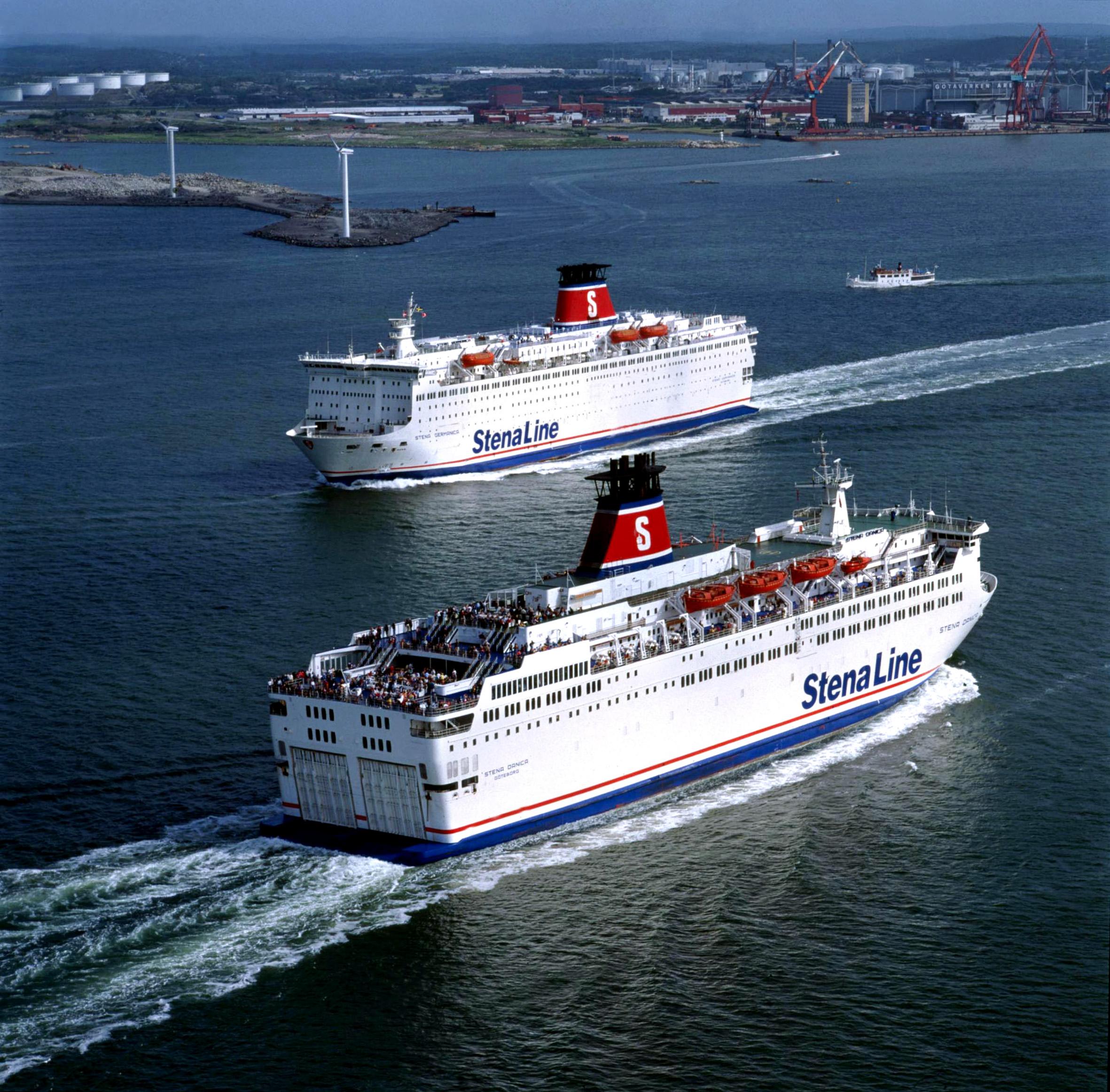
Sjöfartsstaden Göteborg.

Välkommen till Göteborg är en sång skriven och komponerad av Lasse Dahlquist inför Göteborgs 350-årsjubileum 1971. Den spelades in av honom själv tillsammans med Hans Wahlgrens orkester, och släpptes på singel kring maj 1970. 1971 utgavs en inspelning av Brita Borg.
Sångtexten handlar om Göteborg, dit lyssnaren hälsas välkommen oavsett varifrån i världen han eller hon kommer. Sångtexten skildrar också ögonblick i stadens historia och hur människor från olika länder kom för att bygga upp Göteborg, som i dag är en sjöfartsstad präglad av hamnen.
Sången har också varit återkommande i Lotta på Liseberg, och Lotta Engberg själv spelade in den på albumet Lotta på Liseberg, som släpptes i juni 2016.

### Fotnoter
1. ↑  ”Välkommen till Göteborg”. Lasse Dahlquist-sällskapet. http://www.lassedahlquist.se/musik/valkommen-till-goteborg/. Läst 28 augusti 2017.
2. ↑  Välkommen till Göteborg på Svensk mediedatabas
3. ↑  Välkommen till Göteborg på Svensk mediedatabas
4. ↑  Lotta på Liseberg på Svensk mediedatabas